# (3068) Khanina
(3068) Khanina – planetoida z pasa głównego asteroid okrążająca Słońce w ciągu 3 lat i 121 dni w średniej odległości 2,23 j.a. Została odkryta 23 grudnia 1982 roku w Krymskim Obserwatorium Astrofizycznym w Naucznym na Krymie przez Ludmiłę Karaczkinę. Nazwa planetoidy pochodzi od Fridy Borisowny Chaniny, specjalistki w zakresie obliczania orbit planetoid. Przed nadaniem nazwy planetoida nosiła oznaczenie tymczasowe (3068) 1982 YJ1.